# Love Is in the Air (singolo)
Love Is in the Air è un singolo del cantante australiano John Paul Young, pubblicato nel dicembre 1977 come primo estratto dall'album omonimo.

## Successo commerciale
Il singolo ha ottenuto successo a livello mondiale.

## Uso nei media
- Il brano è la sigla della telenovela brasiliana O Amor Está no Ar, trasmessa per la prima volta nel 1997.

- Nel 2002 in Italia il singolo ha fatto da colonna sonora negli spot pubblicitari Valleverde.

## Versione Ballroom mix
Nell'agosto 1992 è uscita una versione remix del singolo intitolata Love Is in the Air (Ballroom mix) e inclusa nella colonna sonora Strictly Ballroom del film omonimo dello stesso anno.